# Wörther Schlossbitter

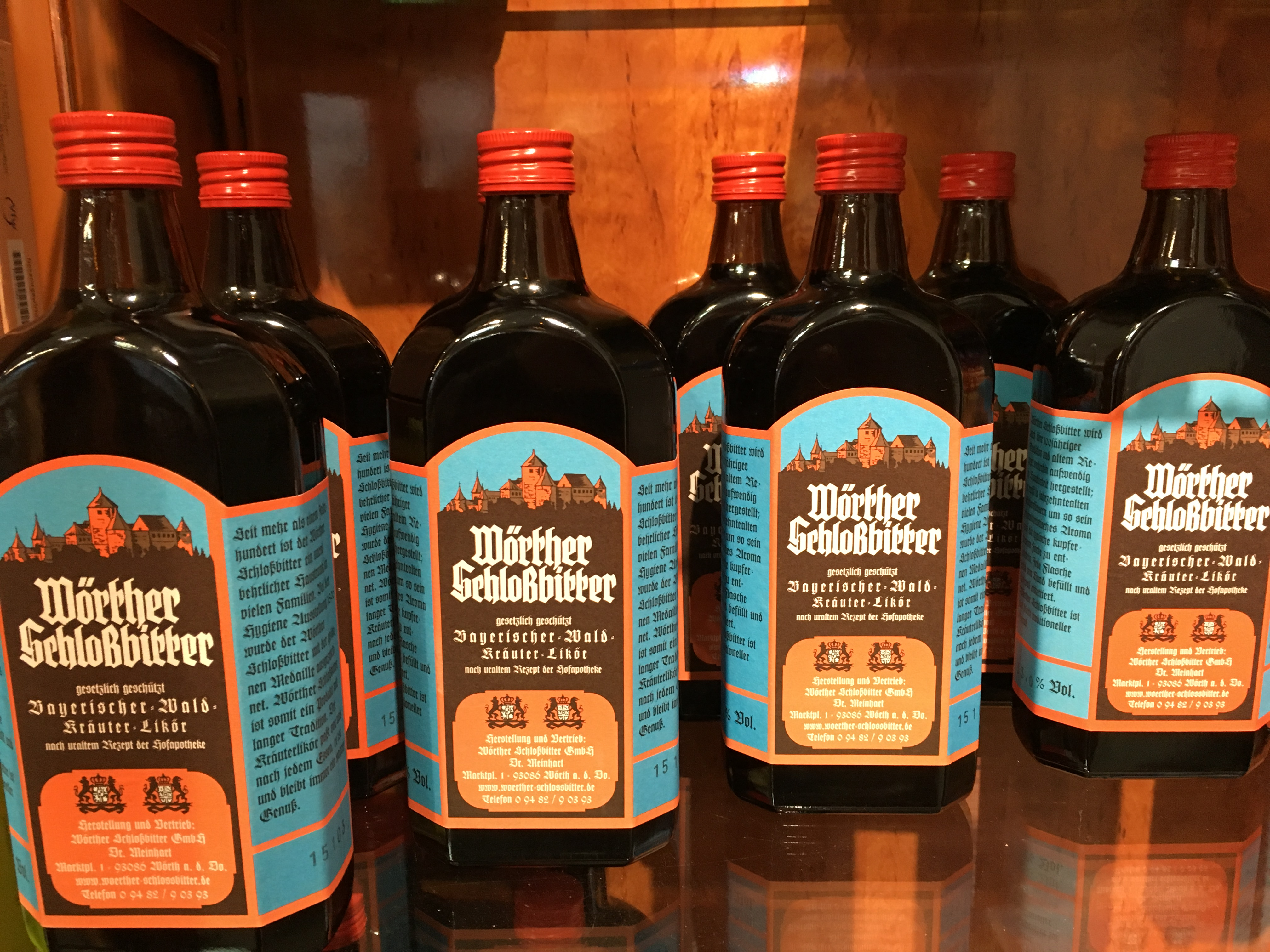
Wörther Schlossbitter

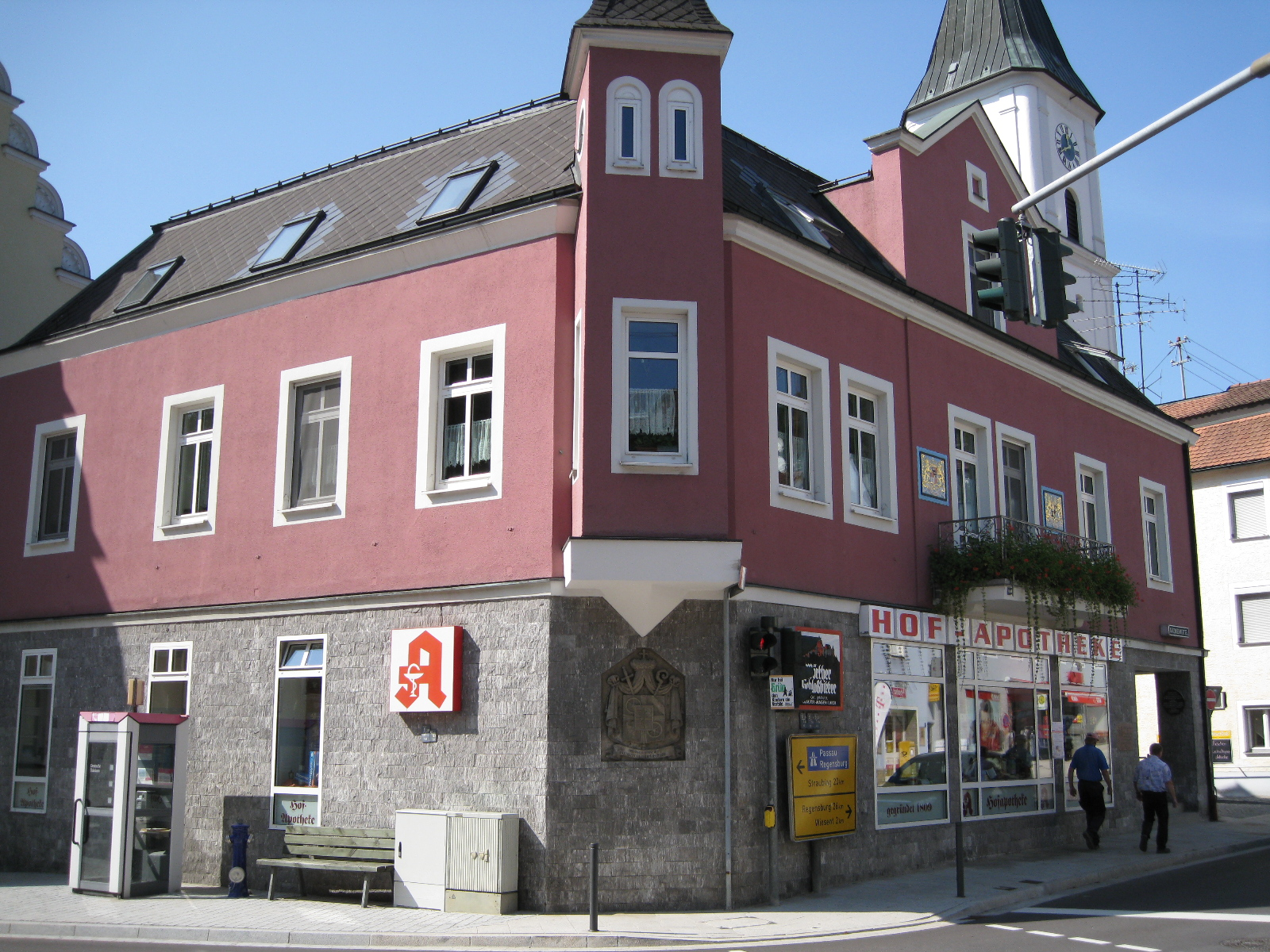
Hofapotheke

Wörther Schlossbitter ist ein deutscher Magenbitter bzw. Halbbitter mit ca. 30 % vol Alkoholanteil aus Wörth an der Donau.
Zur Vorbereitung wird Läuterzucker mit Kräutern und Gewürzen, wie Galgant, Zimt, Vanille und Kardamom oder Ingwer und anderen aromatischen Zutaten vermischt. Diese Masse wird gemeinsam mit Alkohol in Eichenfässer gefüllt und gelagert. Nach einer mindestens vierteljährlichen Reifung wird der Likör in Flaschen abgefüllt, hat eine kupferbraune Farbe und hat einen karamellartigen bis bittersüßlichen Geschmack. 
Der Likör wird nur in der Hofapotheke hergestellt. Der Vertrieb erfolgt durch die Wörther Schlossbitter GmbH. 
Die Rezeptur wurde in den 1890er Jahren von Apotheker August Essenwein entwickelt. 1896 erhielt er eine goldene Medaille bei der internationalen Hygiene-Ausstellung in Baden-Baden. Essenwein kam 1905 mit dem Rezept des Kräuterelixiers nach Wörth und stellte den Schlossbitter in der Schlossapotheke her, die später in Hofapotheke umbenannt wurde. Der Likör wurde ursprünglich als „Allheilmittel“ vertrieben. Der Werbetext im Wörther Volkskalender der Apotheke lautete 1912: „Wörther Schlossbitter hat seine Urkraft direkt aus der Natur, aus erlesenen bayerischen Waldpflanzen und Sonnenkräutern, in denen der Segen des Himmelslichts edle, heilsame Stoffe hervorgezaubert hat. Wörther Schlossbitter, der vollmundige Kraftlikör für Gesunde und Kranke, übt folgende Wirkungen auf den Verdauungstrakt aus: Er regt die Magennerven kräftig an… trinken Sie ihn überhaupt als das, was er ist, als ein stärkendes Lebenselixir“. 
Die Wirkungen des Kräuterlikörs würdigten auch König Carol von Rumänien und die Fürsten von Thurn und Taxis. Der Wörther Apotheker wurde Hoflieferant, 1911 zum Hofapotheker ernannt und der Likör zum Patent angemeldet.